# Stazione di Roccella Jonica
Stazione di Roccella Jonica vasútállomás Olaszországban, Roccella Ionica településen.

## Vasútvonalak
Az állomást az alábbi vasútvonalak érintik:
- Jonica-vasútvonal

## Kapcsolódó állomások
A vasútállomáshoz az alábbi állomások vannak a legközelebb:
- Stazione di Caulonia
- Stazione di Gioiosa Jonica